# Liste der Trainer von Deportivo Guadalajara
Dies ist eine Liste der Trainer von Deportivo Guadalajara, eines mexikanischen Fußballvereins, seit der Saison 1943/44. Wenn der Trainer nicht die mexikanische Staatsangehörigkeit besaß oder besitzt, ist in Klammern seine Nationalität angegeben.
| Spielzeit        | Trainer                                                                                    | Spielzeit    | Trainer                                                                                   |
| ---------------- | ------------------------------------------------------------------------------------------ | ------------ | ----------------------------------------------------------------------------------------- |
| 1943/44          | Fausto Prieto / Nemesio Tamayo (CHI / ESP)                                                 | 1944/45      | Nemesio Tamayo (CHI / ESP)                                                                |
| 1945/46          | Ignacio Ávila / José Fernández Troncoso                                                    | 1946/47      | Jorge Orth (HUN)                                                                          |
| 1947/48          | Jorge Orth (HUN)                                                                           | 1948/49      | Jorge Orth (HUN)                                                                          |
| 1949/50          | Fausto Prieto                                                                              | 1950/51      | William Reaside (SCO)                                                                     |
| 1951/52          | José María Casullo (ARG)                                                                   | 1952/53      | José María Casullo (ARG)                                                                  |
| 1953/54          | José María Casullo (ARG)                                                                   | 1954/55      | José María Casullo (ARG)                                                                  |
| 1955/56          | José María Casullo (ARG) / Javier de la Torre / Donaldo Ross (URU)                         | 1956/57      | Donaldo Ross (URU)                                                                        |
| 1957/58          | Árpád Fekete (HUN)                                                                         | 1958/59      | Árpád Fekete (HUN)                                                                        |
| 1959/60          | Árpád Fekete (HUN)                                                                         | 1960/61      | Javier de la Torre                                                                        |
| 1961/62          | Javier de la Torre                                                                         | 1962/63      | Javier de la Torre                                                                        |
| 1963/64          | Javier de la Torre                                                                         | 1964/65      | Javier de la Torre                                                                        |
| 1965/66          | Javier de la Torre                                                                         | 1966/67      | Javier de la Torre                                                                        |
| 1967/68          | Javier de la Torre                                                                         | 1968/69      | Javier de la Torre                                                                        |
| 1969/70          | Javier de la Torre                                                                         | México '70   | Jesús Ponce / Javier de la Torre                                                          |
| 1970/71          | Javier de la Torre                                                                         | 1971/72      | Javier de la Torre                                                                        |
| 1972/73          | Javier de la Torre / Héctor Hernández / Walter Ormeño (MEX / PER)                          | 1973/74      | Walter Ormeño (MEX / PER) / Héctor Hernández / Jesús Ponce                                |
| 1974/75          | Jesús Ponce / Héctor Rial (ARG)                                                            | 1975/76      | Horacio Troche (URU)                                                                      |
| 1976/77          | Jesús Ponce                                                                                | 1977/78      | Jesús Ponce / Diego Mercado                                                               |
| 1978/79          | Diego Mercado                                                                              | 1979/80      | Carlos Miloc (URU)                                                                        |
| 1980/81          | Diego Mercado                                                                              | 1981/82      | Diego Mercado / Jesús Ponce                                                               |
| 1982/83          | Alberto Guerra                                                                             | 1983/84      | Alberto Guerra                                                                            |
| 1984/85          | Alberto Guerra                                                                             | Prode '85    | Alberto Guerra                                                                            |
| México '86       | Alberto Guerra                                                                             | 1986/87      | Alberto Guerra                                                                            |
| 1987/88          | Alberto Guerra                                                                             | 1988/89      | Alberto Guerra                                                                            |
| 1989/90          | Ricardo La Volpe (ARG) / Jesús Bracamontes / Árpád Fekete (HUN) / Miguel Ángel López (ARG) | 1990/91      | Miguel Ángel López (ARG)                                                                  |
| 1991/92          | Jesús Bracamontes                                                                          | 1992/93      | Jesús Bracamontes / Demetrio Madero                                                       |
| 1993/94          | Alberto Guerra                                                                             | 1994/95      | Alberto Guerra                                                                            |
| 1995/96          | Osvaldo Ardiles (ARG) / Leo Beenhakker (NED)                                               | Invierno '96 | Ricardo Ferretti (BRA)                                                                    |
| Verano '97       | Ricardo Ferretti (BRA)                                                                     | Invierno '97 | Ricardo Ferretti (BRA)                                                                    |
| Verano '98       | Ricardo Ferretti (BRA)                                                                     | Invierno '98 | Ricardo Ferretti (BRA)                                                                    |
| Verano '99       | Ricardo Ferretti (BRA)                                                                     | Invierno '99 | Ricardo Ferretti (BRA)                                                                    |
| Verano '00       | Ricardo Ferretti (BRA)                                                                     | Invierno '00 | Hugo Hernández / Jesús Bracamontes                                                        |
| Verano '01       | Jesús Bracamontes / Jorge Dávalos / Oscar Ruggeri (ARG)                                    | Invierno '01 | Oscar Ruggeri (ARG)                                                                       |
| Verano '02       | Oscar Ruggeri (ARG)                                                                        | Apertura '02 | Daniel Guzmán                                                                             |
| Clausura '03     | Eduardo de la Torre                                                                        | Apertura '03 | Eduardo de la Torre / Hans Westerhof (NED)                                                |
| Clausura '04     | Hans Westerhof (NED)                                                                       | Apertura '04 | Benjamín Galindo                                                                          |
| Clausura '05     | Benjamín Galindo                                                                           | Apertura '05 | Benjamín Galindo / Juan Carlos Ortega / Xabier Azkargorta (ESP)                           |
| Clausura '06     | Hans Westerhof (NED) / José Manuel de la Torre                                             | Apertura '06 | José Manuel de la Torre                                                                   |
| Clausura '07     | José Manuel de la Torre                                                                    | Apertura '07 | José Manuel de la Torre / Efraín Flores                                                   |
| Clausura '08     | Efraín Flores                                                                              | Apertura '08 | Efraín Flores                                                                             |
| Clausura '09     | Efraín Flores / Omar Arellano / Francisco Ramírez                                          | Apertura '09 | Francisco Ramírez / Luis Manuel Díaz / Marco Antonio Fabián / Raúl Arias / José Luis Real |
| Bicentenario '10 | José Luis Real                                                                             | Apertura '10 | José Luis Real                                                                            |
| Clausura '11     | José Luis Real                                                                             | Apertura '11 | José Luis Real / Fernando Quirarte                                                        |
| Clausura '12     | Fernando Quirarte / Ignacio Ambríz / Alberto Coyote                                        | Apertura '12 | John van ’t Schip (NED)                                                                   |
| Clausura '13     | Benjamín Galindo                                                                           | Apertura '13 | Benjamín Galindo / Juan Carlos Ortega                                                     |
| Clausura '14     | José Luis Real / Ricardo La Volpe (ARG)                                                    | Apertura '14 | Carlos Bustos (ARG) / Ramón Morales (Interim) / José Manuel de la Torre                   |
| Clausura '15     | José Manuel de la Torre                                                                    | Apertura '15 | José Manuel de la Torre / Matías Almeyda (ARG)                                            |
| Clausura '16     | Matías Almeyda (ARG)                                                                       | Apertura '16 | Matías Almeyda (ARG)                                                                      |
| Clausura '17     | Matías Almeyda (ARG)                                                                       | Apertura '17 | Matías Almeyda (ARG)                                                                      |
| Clausura '18     | Matías Almeyda (ARG)                                                                       | Apertura '18 | José Saturnino Cardozo (PAR)                                                              |
| Clausura '19     | José Saturnino Cardozo (PAR) / Tomás Boy                                                   | Apertura '19 | Tomás Boy / Luis Fernando Tena                                                            |
| Clausura '20     | Luis Fernando Tena                                                                         | Apertura '20 | Luis Fernando Tena / Marcelo Michel Leaño (Interim) / Víctor Manuel Vucetich              |
| Clausura '21     | Víctor Manuel Vucetich                                                                     | Apertura '21 | Víctor Manuel Vucetich / Marcelo Michel Leaño                                             |
| Clausura '22     | Marcelo Michel Leaño / Ricardo Cadena                                                      | Apertura '22 | Ricardo Cadena / Veljko Paunović (SRB / ESP)                                              |
| Clausura '23     | Veljko Paunović (SRB / ESP)                                                                | Apertura '23 | Veljko Paunović (SRB / ESP)                                                               |
| Clausura '24     | Fernando Gago (ARG)                                                                        | Apertura '24 | Fernando Gago (ARG) / Arturo Ortega (Interim)                                             |